# برپاخیزان جهنم
برپاخیزان جهنم (به انگلیسی: Hellraiser) یک فیلم ترسناک آمریکایی به کارگردانی کلایو بارکر محصول سال ۱۹۸۷ است.
یک بازراه‌اندازی از این فیلم به همین نام در ۷ اکتبر ۲۰۲۲ به‌طور انحصاری در هولو منتشر شد.

## خلاصه داستان
«جولیا» (هیگینز) و «لری کاتن» (رابینسن) به یک خانهٔ قدیمی و بزرگ انگلیسی نقل مکان می‌کنند. غافل از این که نابرادری مرد، «فرانک» (چاپمن) که سابقاً دل باختهٔ «جولیا» بوده، اینک حالتی هیولاوار یافته و در یکی از نقاط دنج طبقهٔ بالای منزل آنان در قالبی از استخوان‌های پوسیده زندگی می‌کند…